# شهرستان چشایر، نیوهمپشایر
شهرستان چشایر واقع در ایالت نیوهمپشایر است. جمعیت این شهرستان بر اساس سرشماری سال ۲۰۱۰ آمریکا ۷۷۱۱۷ نفر گزارش شده‌است. مرکز شهرستان چشایر، شهر کین است.این شهرستان در سال ۱۷۷۱ بنیانگذاری شده‌است. چشایر یکی از پنج شهرستانی است که از ابتدای تشکیل ایالت نیوهمپشایر به وجود آمد و دلیل نام گزاری آن شهر چشایر در انگلستان است.